# 河出書房新社
株式会社河出書房新社（かわでしょぼうしんしゃ）は、日本の出版社である。
本社は東京都新宿区東五軒町2-13（2024年5月に渋谷区千駄ヶ谷から移転）。3代目社長の河出朋久は歌人でもあり、歌集『白葉集』1 - 3（短歌研究社、2004年 - 2006年）がある。佐佐木幸綱、高野公彦、小野茂樹など学生歌人を社員登用していたこともある。

## 歴史

### 創業、一度目の倒産
1886年（明治19年）に河出静一郎（1857年 - 1936年）によって岐阜の「成美堂書店」の東京支店として日本橋に設立されたのが始まりである。当時は教科書や学習参考書を中心に出版していたが、農学関係書の刊行が次第に増えていった。
1933年（昭和8年）に2代目（静一郎の女婿）の河出孝雄（1901年 - 1965年）が河出書房に改称し、文芸書や思想書を中心に刊行するようになった。1944年（昭和19年）には改造社より文芸雑誌『文藝』を買い取った。1945年（昭和20年）の東京大空襲で被災し、千代田区神田小川町に移転する。
1949年（昭和24年）5月に『現代日本小説大系』を廉価版（定価180円）として出版。1ページあたり53銭という手頃感から人気となり、新たな円本ブームの契機となった。1950年（昭和25年）に刊行した笠信太郎『ものの見方について』がベストセラーとなる。
1954年（昭和29年）に創業70周年記念企画として総合雑誌『現代生活』の創刊を公告するも、立ち上げの資金を編集スタッフに持ち逃げされた。『現代生活』は『知性』という名で創刊するが、これが遠因となって1957年（昭和32年）に経営破綻、新たに河出書房新社を創設し再建された。同年3月には女性週刊誌の先駆けである『週刊女性』を創刊していたが、倒産に伴い、4号で休刊。同年8月に同誌の編集・発行権を主婦と生活社へ譲渡した。
1965年（昭和40年）、河出孝雄が死去し、河出朋久（1938年 - ）が3代目社長となる。

### 二度目の倒産と再建

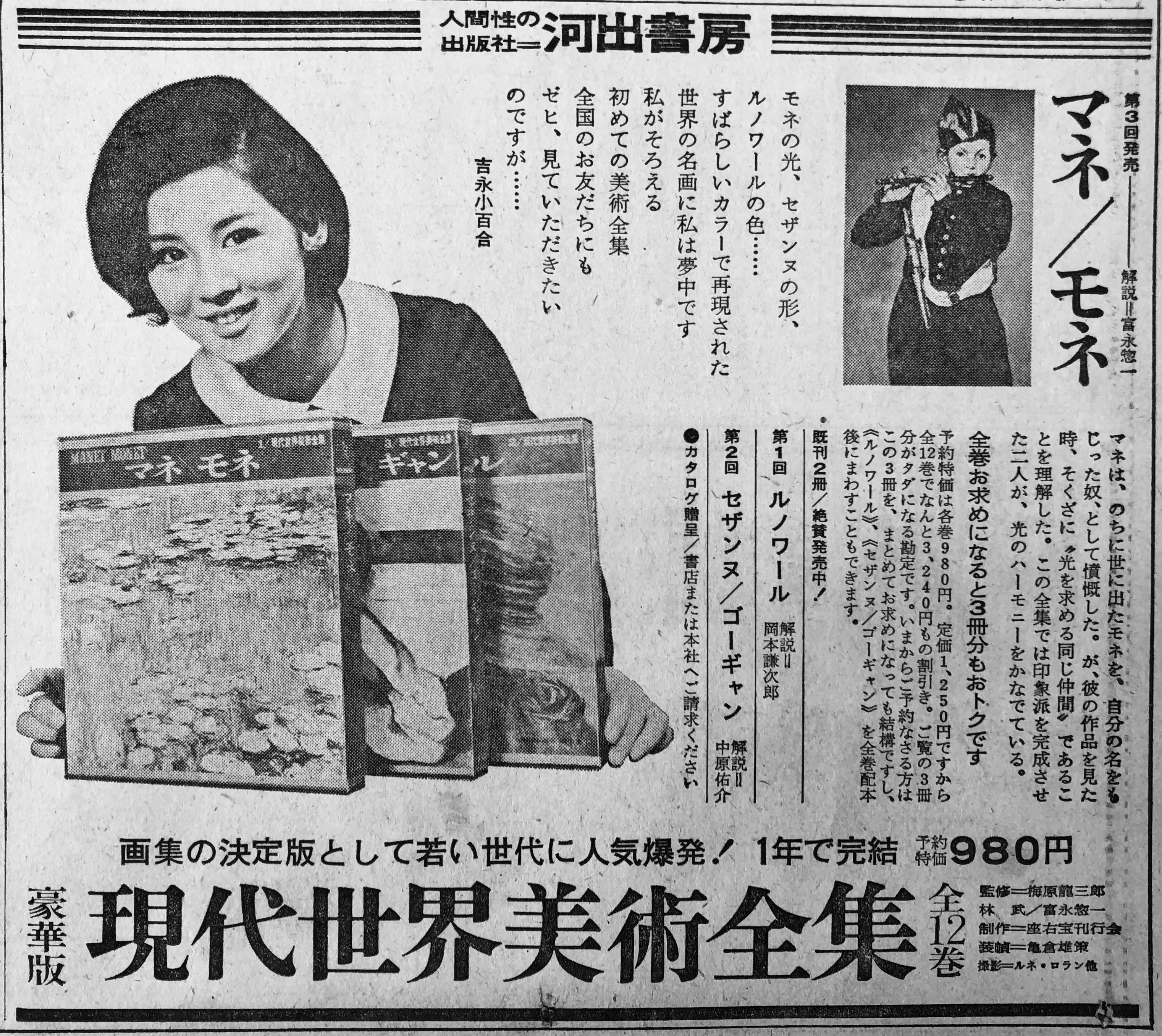
『現代世界美術全集』全12巻の新聞広告（1966年）。モデルに吉永小百合を起用した。

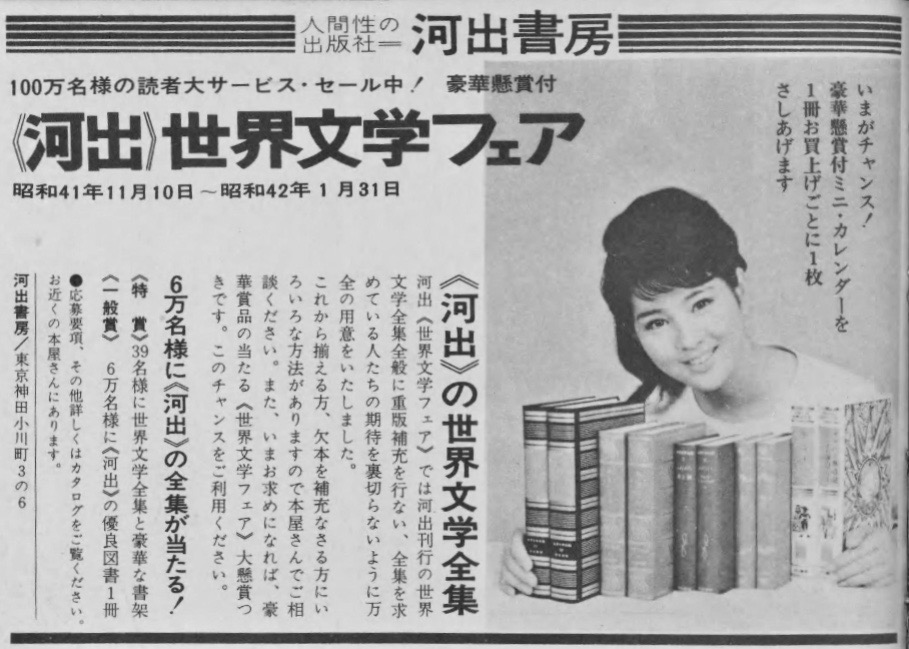
『世界文学全集』の広告（1966年）

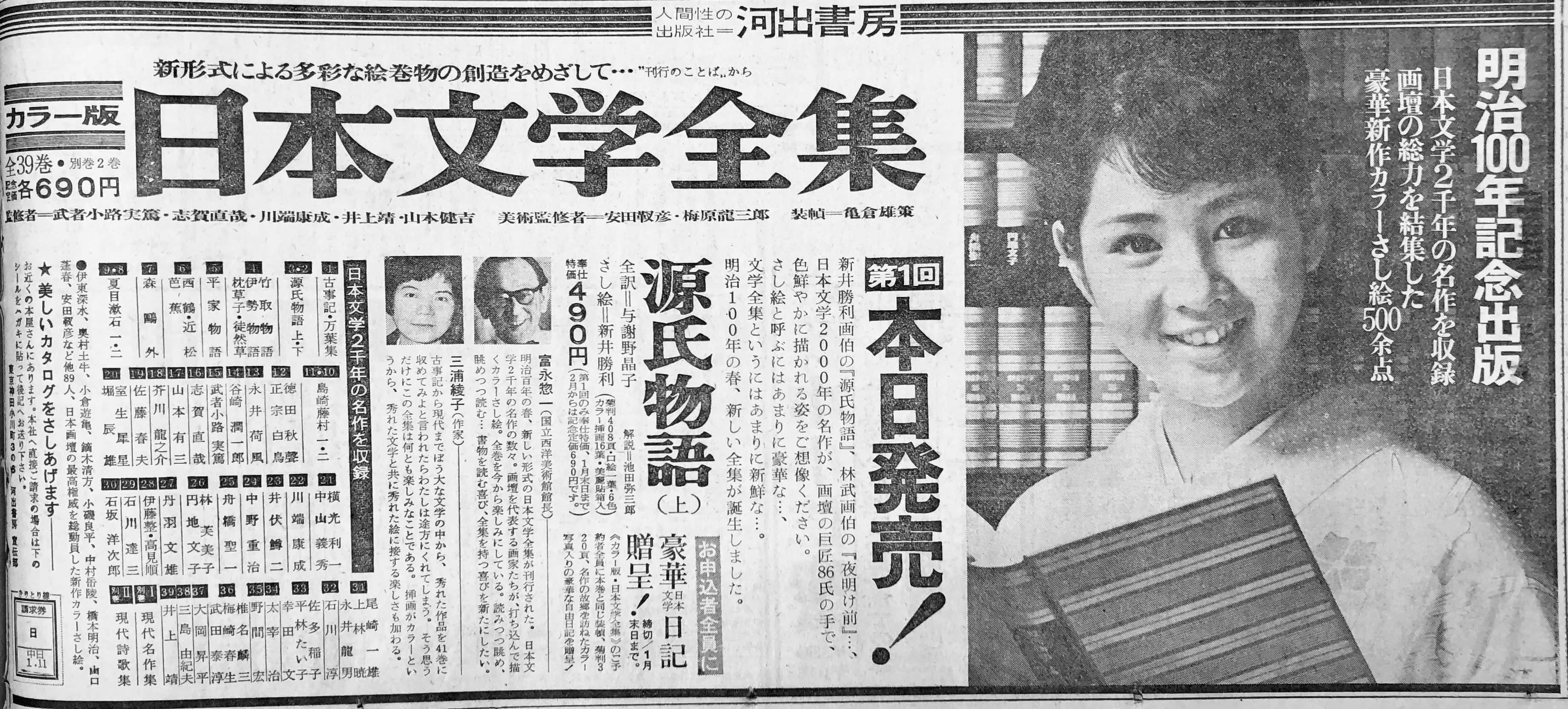
『日本文学全集』全39巻の新聞広告（1967年）

1966年（昭和41年）から1967年（昭和42年）にかけて、『現代世界美術全集』『世界文学全集』『日本文学全集』のカラー版を立て続けに刊行。広告のモデルに吉永小百合を起用し、広く宣伝するが、1967年（昭和42年）に会社更生法を申請し再度倒産した。同年に再建され、中島隆之が社長となる。また、子会社「河出ベストセラーズ」を岩瀬順三が同年に設立した。1968年（昭和43年）12月、吉本隆明の『共同幻想論』を刊行する。
1977年（昭和52年）に品川区東大井から新宿区住吉町に移転し、清水勝が社長となる。2年後に千駄ヶ谷に移転し2024年。旧社は登記のみ残し休眠状態だったが、2000年（平成12年）から東大井で営業再開した。2007年（平成19年）、新社と業務提携、販売契約を締結した。
1962年（昭和37年）より文藝賞を創設した。同賞を受賞した高橋和巳は主たる作家となる。主なベストセラーとして1981年（昭和56年）、田中康夫『なんとなく、クリスタル』（第17回文藝賞受賞作）、堀田あけみ『1980アイコ十六歳』（第18回文藝賞受賞作）、1983年（昭和58年）、唐十郎『佐川君からの手紙』、1987年（昭和62年）、俵万智『サラダ記念日』。
文藝賞は山田詠美、長野まゆみ、星野智幸、鹿島田真希、中村航、綿矢りさ、羽田圭介、白岩玄、山崎ナオコーラ、青山七恵、磯崎憲一郎といった優れた作家を輩出。新人作家の登竜門となる。
1997年（平成9年）、俵万智『チョコレート革命』がベストセラーとなる。1990年代末には『文藝』を中心とした若手作家ブームが訪れ、「J文学」が流行。中原昌也、藤沢周などがデビュー。
2002年（平成14年）、社長が清水勝から若森繁男に交代する。主なベストセラーに『大人の塗り絵』シリーズ（累計777万部）。白岩玄『野ブタ。をプロデュース』（後にドラマ化）、山崎ナオコーラ『人のセックスを笑うな』（後に映画化）、青山七恵『ひとり日和』（第136回芥川賞受賞）、秦建日子『推理小説』（後にドラマ・映画化）。
2004年（平成16年）、綿矢りさ『蹴りたい背中』が史上最年少で芥川賞を受賞し、127万部のベストセラーとなる。
2007年（平成19年）、創業120周年記念で、池澤夏樹＝個人編集「世界文学全集」（III期、全30巻）刊行開始。近年の文学全集としては異例のベストセラーに。2014年（平成26年）には創業130周年記念で、池澤夏樹＝個人編集「日本文学全集」（III期、全30巻）も刊行開始された。
2011年（平成23年）、社長が若森繁男から小野寺優に交代する。主なベストセラーに紫月香帆『やってはいけない風水』、中村文則『掏摸』、赤坂真理『東京プリズン』、伊藤計劃×円城塔『屍者の帝国』（第33回SF大賞特別賞受賞）、いとうせいこう『想像ラジオ』（第35回野間文芸新人賞受賞作）、木皿泉『昨夜のカレー、明日のパン』（後にドラマ化）、佐々木中『切りとれ、あの祈る手を』（紀伊國屋じんぶん大賞2010）、千葉雅也『動きすぎてはいけない』（紀伊國屋じんぶん大賞2013）、高橋源一郎・SEALDs『民主主義ってなんだ？』。
2014年（平成26年）、若手社員4人が「嫌韓などの書籍や雑誌が売れている」という風潮に対し、問題提起するため、小熊英二らの協力も得て「今、この国を考える〜「嫌」でもなく「呆」でもなく」と題した選書フェアを企画した。
2022年（令和4年）、2026年の創業140周年に向けたカウントダウン企画として「日常に読書の栞を」を掲げ、季刊誌『スピン/spin』を創刊。
2023年（令和5年）12月1日、子会社である河出興産株式会社の出版物の物流サービス事業等の一部を株式会社関通の子会社である関通ネクストロジ株式会社に譲渡。

## 著名な出版物

### 雑誌

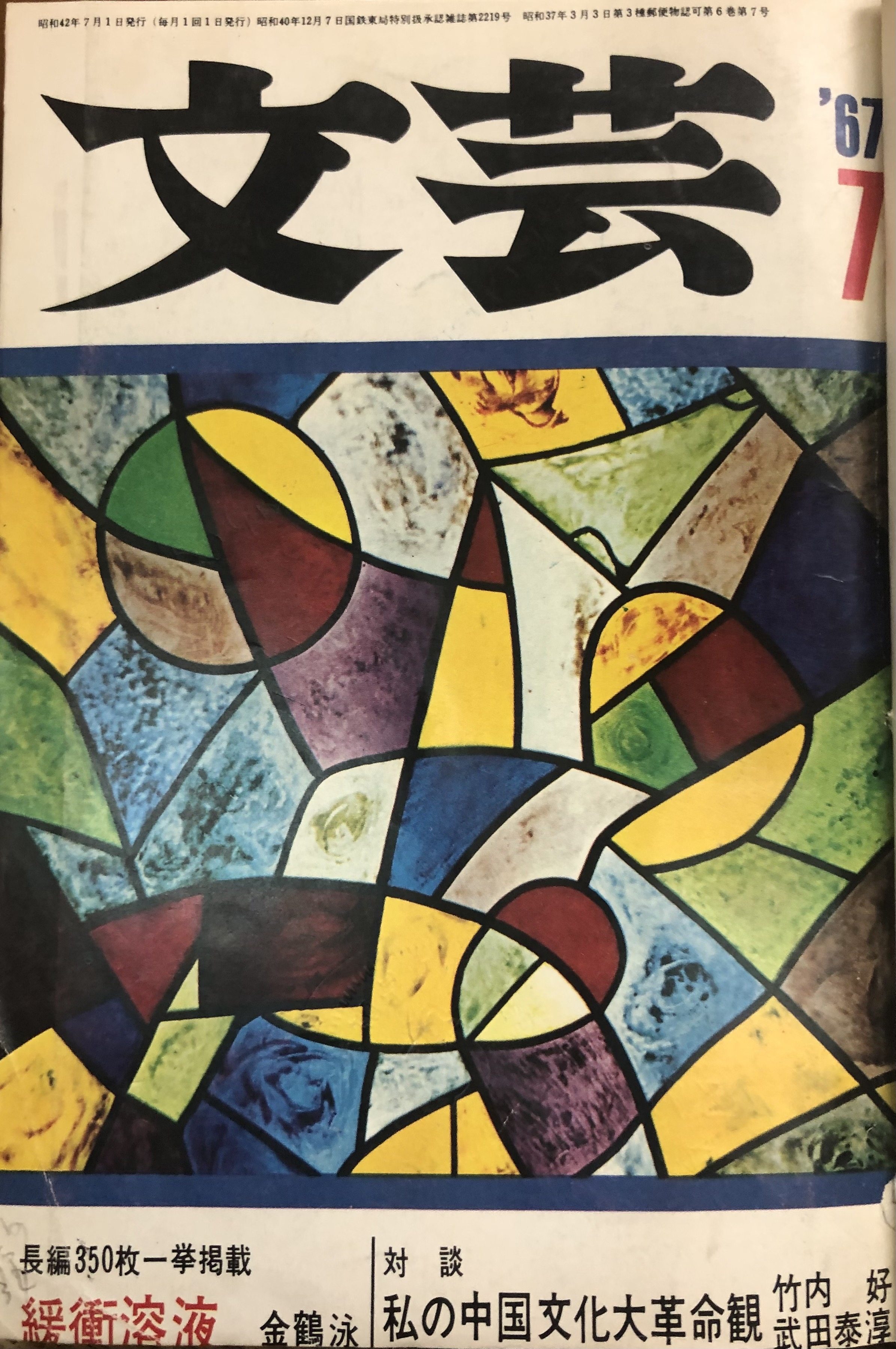
『文藝』1967年7月号

- 『文藝』
- 『スピン/spin』

### 文庫・新書・叢書
- 河出文庫
- 河出ブックス
- 世界の大思想
- KAWADE夢ムック
- KAWADE道の手帖
- 河出新書
- KAWADE夢新書
- 九龍コミックス
- ふくろうの本 - 図版
- らんぷの本 - 図版
- 奇想コレクション
- 14歳の世渡り術
- 池澤夏樹＝個人編集「世界文学全集」（全30巻）
- 池澤夏樹＝個人編集「日本文学全集」（全30巻）